# 41 Lyncis
Désignations
41 Lyncis (en abrégé 41 Lyn), aussi appelée Intercrus ou HD 81688 est une étoile géante située dans la constellation de la Grande Ourse. Sa magnitude apparente est de 5,41. Elle possède une planète : 41 Lyncis b (Arkas).
41 Lyncis est une étoile géante rouge de type spectral K0III. D'après la mesure de sa parallaxe annuelle par le satellite Gaia, l'étoile est située à environ ∼ 276 a.l. (∼ 84,6 pc) de la Terre. Elle s'en rapproche à une vitesse radiale héliocentrique de −38,6 km/s.